# Reinhold Ganz
Reinhold Ganz (* 20. August 1939 in Karlsruhe) ist ein deutschstämmiger Schweizer Orthopäde.
Ganz studierte ab 1958 Medizin an den Universitäten Freiburg im Breisgau, Kiel, Berlin und Innsbruck. Ab 1964 war er Assistenzarzt zunächst an Kliniken in Münsterlingen, Lahr und Waldshut und ab 1966 am Pathologischen Institut der Universität Basel. Ab 1970 war er Assistenzarzt und später Facharzt für Orthopädie an der Universitätsklinik für Orthopädische Chirurgie am Inselspital in Bern. Ganz war von 1981 bis zu seiner Emeritierung 2004 Ärztlicher Leiter der Universitätsklinik für Orthopädische Chirurgie und ordentlicher Professor für Orthopädie an der Universität Bern, als Nachfolger seines Lehrers Maurice Edmond Müller. Seit 2004 ist er dort Consulting Professor, ebenso wie 2004 bis 2007 an der Orthopädische Universitätsklinik Balgrist. 
Ganz entwickelte eine chirurgische Methode (Berner Periacetabuläre Osteotomie, englisch Bernese Periacetabular Osteotomy)  zur Behandlung der Arthrose am Hüftgelenk ohne künstliches Hüftgelenk.
2008 erhielt er den Arthur Steindler Award der Orthopaedic Research Society und 2010 erhielt er den König-Faisal-Preis. Er ist Präsident der International Hip Society (IHS).